# Alan Keyes
Alan Lee Keyes (Long Island, 7 de agosto de 1950) é um advogado nos Estados Unidos. Foi diplomata no governo do ex-presidente Ronald Reagan. Promove contínuos esforços pela proteção das fronteiras dos Estados Unidos, pela abolição do imposto de renda (IRS) e pela limitação constitucional dos poderes do Judiciário. Deixou formalmente sua filiação no Partido Republicano em abril de 2008.